# FK Radnički Svilajnac
FK Radnički Svilajnac srbijanski je nogometni klub iz Svilajnca, Pomoravski okrug. U sezoni 2024./25. natječe se u Srpskoj ligi Istok, trećem rangu nacionalnog ligaškog sustava.

## Povijest
Klub se 1995. počeo natjecati u novoformiranoj Srpskoj ligi Timok. Završili su kao drugoplasirani u sezoni 1998./99. obustavljenoj zbog NATO-ovog bombardiranja i plasirali se u Drugu ligu SR Jugoslavije. Klub je proveo tri sezone u drugoj ligi, natječući se u skupini Istok od 1999. do 2002. Godine 2003. ispadaju u Zonsku ligu Pomoravlja, četvrti rang nogometa Srbije i Crne Gore. Klub će osvojiti naslov u sezoni 2004./05. i ostvariti promociju u Srpsku ligu Istok.
Od 2009. do 2019. klub je proveo 10 uzastopnih sezona u Srpskoj ligi Istok. Godine 2018. obilježili su 80. obljetnicu. Nakon što je osvojio prvo mjesto u Zonskoj ligi Zapad u sezoni 2019./20. prekinutoj zbog pandemije COVID-19, klub je promoviran u treći rangu srpskog nogometa.

## Poznati igrači
- Vladan Radača

## Vanjske poveznice
- Profil na srbijasport.net